# Life on D-Block
Life on D-Block è il quarto album in studio del rapper statunitense Sheek Louch, pubblicato nel 2009.

## Tracce
1. Let's Go – 1:21
2. It's On (featuring Bully) – 3:54
3. Life on D-Block – 3:27
4. The Take Off – 0:54
5. Give That Up – 3:31
6. Time 2 Get Paid – 2:57
7. Come Up – 0:30
8. Pimp Shit (featuring Bully) – 4:49
9. That Nigga – 3:27
10. In the Rain – 3:15
11. The Boyz from NY – 3:30
12. My Guns Go – 4:14
13. Not Livin It – 3:18
14. Die Slow – 1:04
15. Time 2 Get Paid (Edited Version) – 3:28

## Classifiche
| Classifica (2009) | Posizione raggiunta |
| ----------------- | ------------------- |
| Stati Uniti       | 122                 |